# Cayratia cardiophylla
Cayratia cardiophylla är en vinväxtart som beskrevs av B.R. Jackes. Cayratia cardiophylla ingår i släktet Cayratia och familjen vinväxter. Inga underarter finns listade i Catalogue of Life.